# 開国
開国（かいこく）とは、「鎖国」という言葉の対義語として、すなわち外国との交流を行うことを表す意味でよく用いられる。大日本帝国では、開国進取が国是とされていた。
この言葉には歴史的な用例として同時に〈建国〉、〈開拓〉などの意味もあった。大島明秀によれば、この言葉には「鎖国」と同様に文明的に〈進んでいる / 遅れている〉ことに対する眼差しも内包されており、日本が歴史書の中で、中国や朝鮮の歴史を「鎖国」/「開国」と刻印していった営為の背景には、そのような眼差しが潜んでいるという。
丸山眞男は「開国」（『忠誠と反逆』）で「第二の開国」論を展開した。松本健一は『開国のかたち』で丸山に倣って「第三の開国」論を唱えた。

## 中国

アヘン戦争

明王朝（1368年 - 1644年）は海禁政策を行い、倭寇などによる密貿易が行われた。清朝（1616年 - 1912年）も台湾の鄭成功勢力などに対抗するために海禁政策を行ったが、清朝は明朝と違い、厳格な海禁政策は取らなかった。
特に台湾平定後は伝統的なポルトガル租借地マカオ以外に広州も開港し、外国商船の来航も認めた。このため18世紀には広州に欧米諸国の商館が設置され、広東貿易が行われた。
アヘン戦争（1840年 - 1842年）の敗北により結ばれた南京条約の締結（1842年）に続き、アロー戦争（1857年 - 1860年）、清仏戦争（1884年 - 1885年）、日清戦争（1894年 - 1895年）、義和団の乱（19世紀末 - 20世紀初頭）といった事件が起こっていき、帝国主義列強に侵略されていくことになる。イギリスに香港島を割譲、九竜・新界租借地、威海衛租借地を与え、ロシアに旅順・大連租借地（後に日本に譲渡され関東州租借地）や東清鉄道利権を与え、ドイツに膠州湾租借地を、フランスに広州湾租借地を与えた他、日本に台湾島と澎湖諸島を割譲した。上海に共同租界やフランス租界が設置され、半植民地となっていく。

## 日本
日本は江戸時代に200年以上に渡って鎖国を続けており、対外的な窓は長崎の出島に限られ、日本人の海外渡航や大船建造の禁止など統制が行われていた。この間の幕府の対外情報源は、出島において貿易を許可されていた清や、オランダのオランダ商館やオランダ風説書、薩摩藩経由での琉球王国からの情報が主であった。他に朝鮮通信使からも情報を得る機会はあったが、朝鮮もまた日本と同様に、海外との付き合いを制限していたため、ヨーロッパなどの情報は得られなかった。ジョヴァンニ・バッティスタ・シドッティのように、密かに入国してくる者もいなかったわけではないが、これは稀有な事例であった。

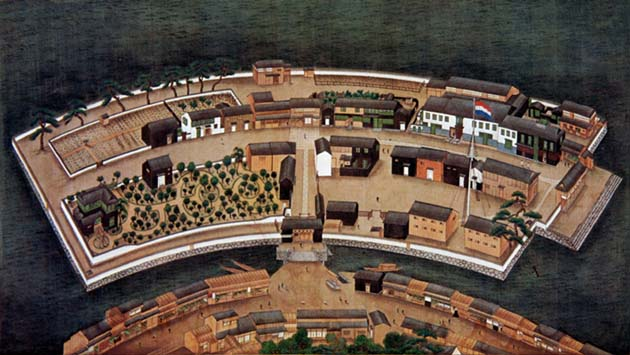
18世紀の出島

18世紀後半になると、異国船の目撃例が増える。幕府は、寛政3年（1791年）には異国船に対する通達を出した。翌寛政4年（1792年）にはアダム・ラクスマンが蝦夷地に来航するが、鎖国が始まってから外国政府が日本に正式な通商を求めてきたのは、これが最初であった。弘化元年（1844年）には、オランダのヴィレム2世が開国を勧める親書を幕府に送り、また、弘化3年（1846年）にはアメリカ東インド艦隊司令長官ジェームズ・ビドルが通商を求めてきた。何れの場合も、江戸幕府はこれを拒絶している。
他方、文化8年（1811年）のゴローニン事件、文化5年（1808年）のフェートン号事件のような摩擦・紛争をきっかけに異国船打払令が出され、逆に非武装商船に対する発砲事件（モリソン号事件）への反省から薪水給与令が出されるなど、幕府の対外政策は揺れ動いていた。
嘉永2年（1849年）、難破捕鯨船員と密航者ラナルド・マクドナルドの返還を求めてジェームス・グリンが来航し、長崎奉行の仲介で解決する。幕府はこれらアメリカ人をオランダ船で送り返す予定であったが（前年もそうしていた）、アメリカ人が日本人に虐待されていると情報が誤って伝わったために、グリンは強硬な姿勢で交渉に臨んだ。この強硬策の成功が後のペリーの砲艦外交による開国要求の一因となった。

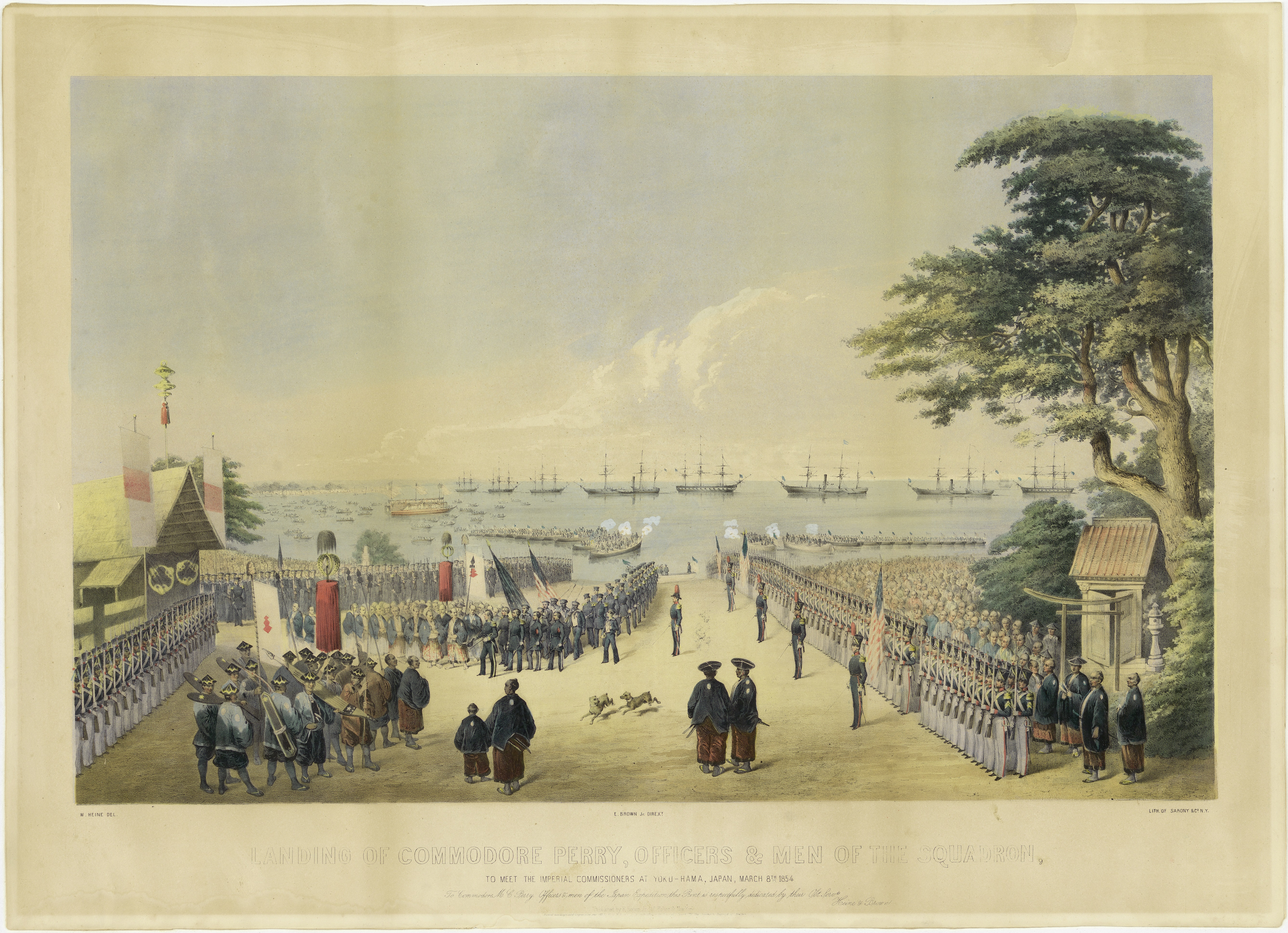
黒船来航

続いてアメリカは東インド艦隊司令長官に任命されたマシュー・ペリーを派遣する。ペリーは共和党のフィルモア大統領から米海軍の作戦行動として日本との条約締結を命じられるが、アメリカでは交戦権が上院に属するため、発砲は禁止されていた。ペリーは蒸気船を配備した東インド艦隊を率いて、嘉永6年6月3日（1853年7月8日）浦賀沖に来航し、6月9日（7月14日）に開国を求めるアメリカ合衆国大統領国書を提出した後、日本を離れた。幕府では老中阿部正弘らを中心に、諸大名から庶民まで幅広く意見を求めた。先例を破って朝廷に事態を報告、対策を協議した。翌嘉永7年1月（1854年2月）、ペリーは国書の返答を求めるため、再び浦賀へ来航した。3月3日（3月31日）、アメリカ合衆国と日米和親条約が結ばれ、下田と箱館を開港し、8月にはイギリスと日英和親条約が、12月にはロシア帝国と日露和親条約がそれぞれ締結される。
並行して、幕府は嘉永6年9月には大船建造の禁を緩和、10月には海外渡航が解禁される。嘉永7年9月にはオランダ商館に蒸気船2隻を発注した。その内の一隻である咸臨丸は、安政7年1月（1860年2月）に木村芥舟、勝海舟らを乗せて横浜を出航、太平洋を渡った（米国軍艦で渡米した万延元年遣米使節の護衛が名目であった）。
安政3年（1856年）7月、アメリカ領事タウンゼント・ハリスが修好通商条約締結のため来日し、57年10月には江戸城へ登城。老中堀田正睦はこれを京都の朝廷に上奏したが勅許を得られず、13代将軍徳川家定の将軍継嗣問題とも関係して南紀派、一橋派の抗争となる。安政5年（1858年）に大老に就任した井伊直弼は、日米修好通商条約を締結、紀州藩主徳川慶福を14代将軍にした（安政の大獄、桜田門外の変参照）。同様の条約がイギリス、フランス、オランダ、ロシアとも結ばれた（安政五カ国条約）。
安政6年（1859年）には箱館、横浜、長崎（下田を閉鎖）が開港され、本格的な貿易が開始された。貿易相手国は主にイギリスであった。日本からは生糸や茶などが輸出され、毛織物、綿織物や艦船や武器などが輸入された。なお、続いて新潟、神戸、の開港、江戸や大坂などの開市も予定されていたが、攘夷運動の高まりにより、これらは大幅に延期された（両都両港開市開港延期問題、文久遣欧使節）。
安政五カ国条約は「領事裁判権」、関税自主権の放棄（協定関税率制）、片務的最恵国待遇など、日本にとって不利な内容を含む不平等条約であった（ただし、条約調印時にその不利が十分認識されていたわけではない）。金銀交換比率の内外差による金の流出（幕末の通貨問題）、外国商人が日本商品（特に絹）を高く購入したことにより生じた物価上昇などが、尊王攘夷運動の激化や一揆、打ちこわし等を招いた。幕府は物価高騰と流通の混乱を防ぐため、60年に五品江戸廻送令を発して貿易の統制を図ろうとするが失敗する。

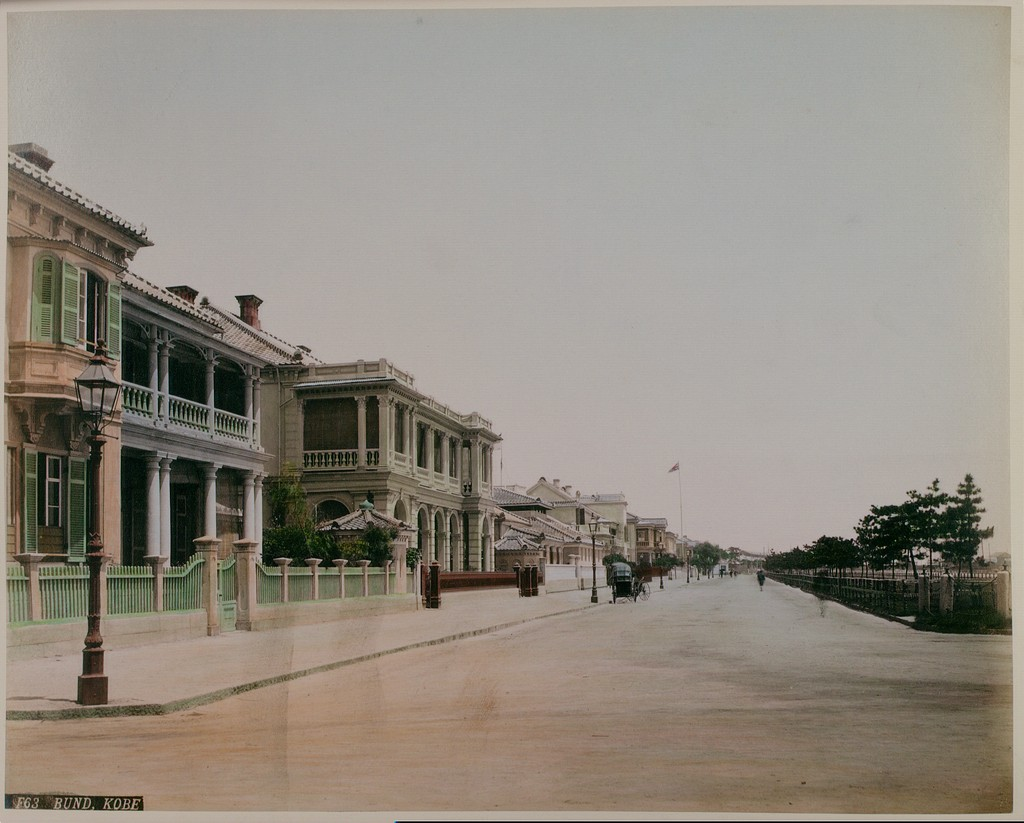
神戸居留地 海岸通 1885年頃

条約港となった横浜、神戸、長崎などでは外国人居留地も設置された（ただし、同時に外国人の国内旅行は制限されていた）。明治政府の外交政策にとって、この是正は重要な課題のひとつとなるが、逆に一部の国粋主義者からは居留地の存在が外国の思想や宗教から日本の伝統・文化を守る防壁としての役割を果たしているという見地からの存続論も登場して複雑な論争を招くことになった（内地雑居の開始は1899年）。
明治維新によって江戸幕府を倒した薩摩藩・長州藩を中心とした明治政府も、明治2年（1869年）に政府として改めて開国を決定して、以後は不平等条約の撤廃（条約改正）が外交課題となっていくことになる。むしろ領事裁判権が問題になったのは明治になってからである（幕末には攘夷思想を持つ武士などによって、外国人が被害者になるケースが多かった）。領事裁判権は1899年に撤廃された。また国内産業の発達に伴って、国内商品と外国商品との競合が始まると、国内産業保護の観点からも関税自主権の獲得は重要課題となったが、その獲得は1911年のことであった。
日本は開国により帝国主義時代の欧米列強と国際関係を維持することとなる。

## 朝鮮

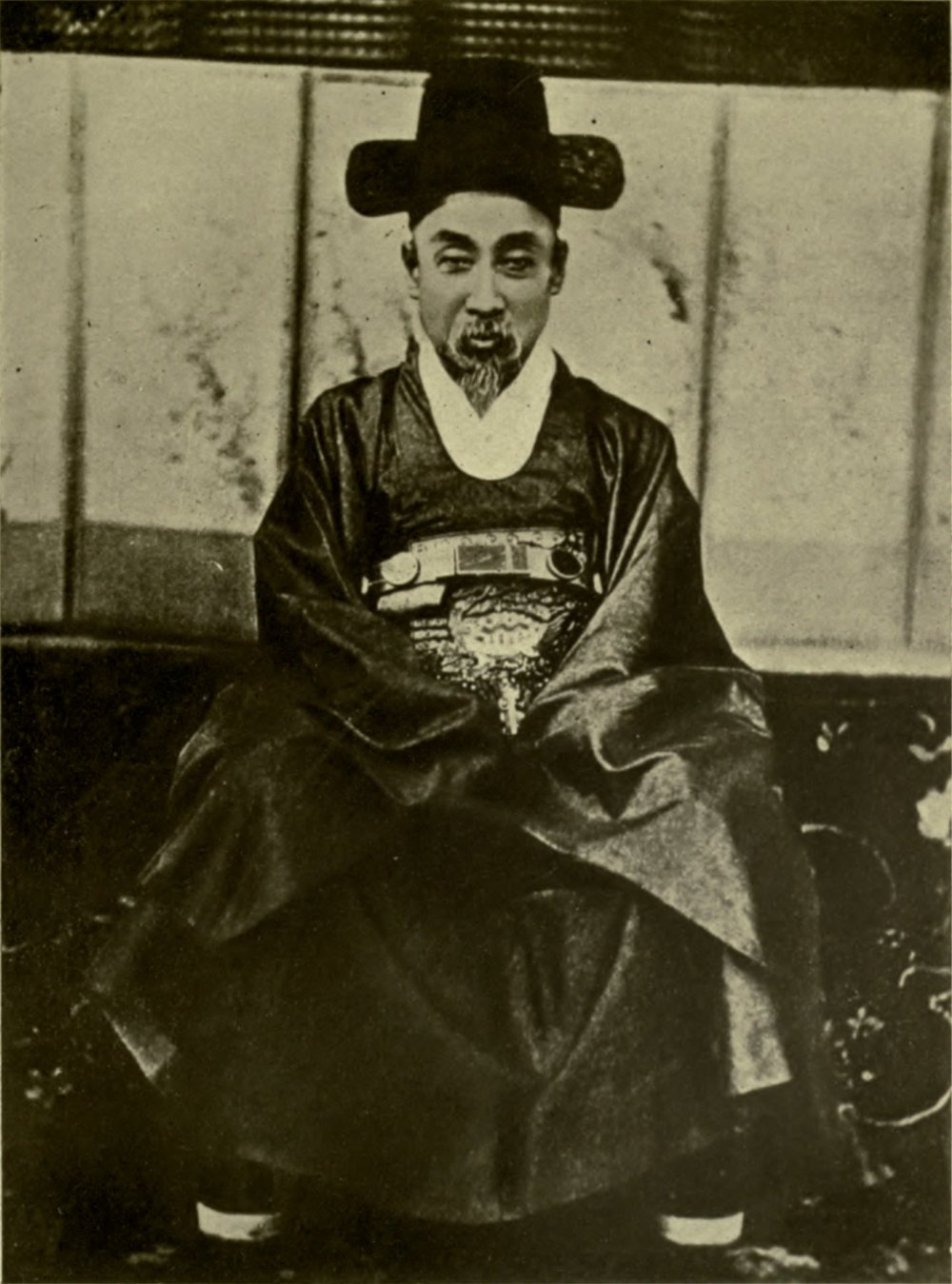
大院君

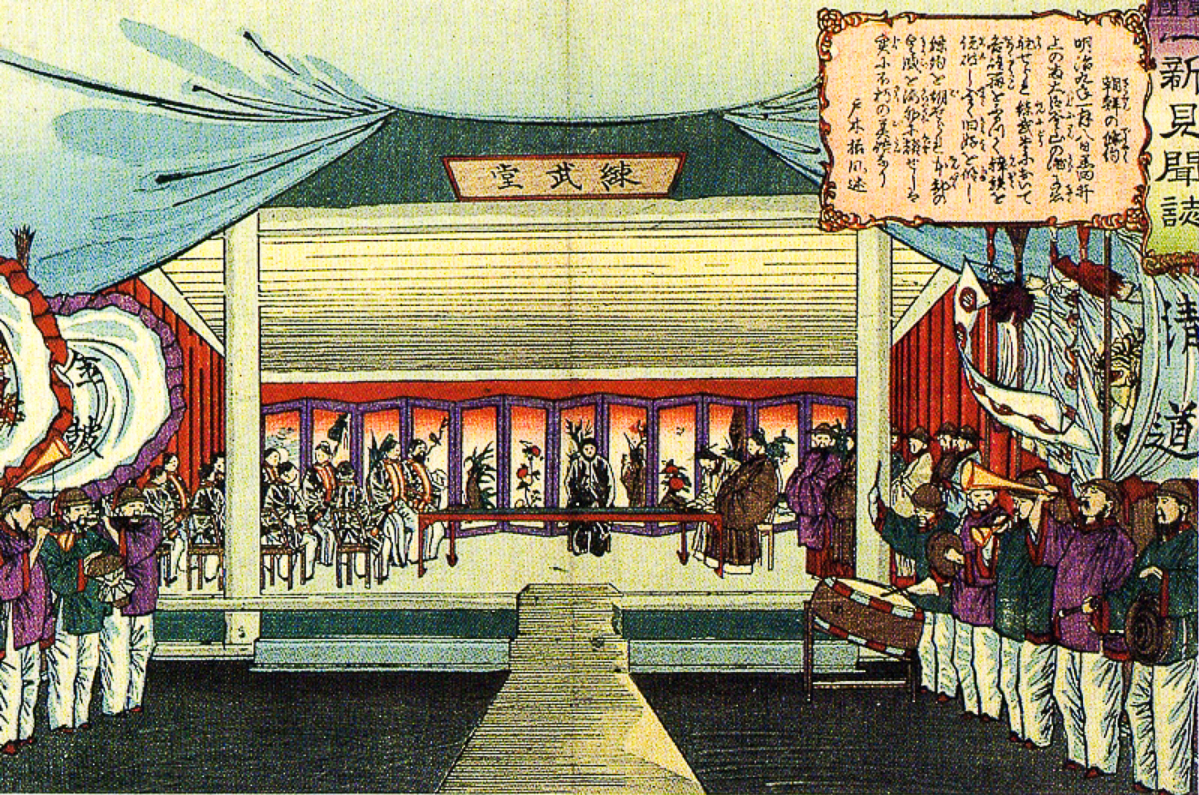
日朝修好条規の締結

李氏朝鮮（1392年 - 1910年）末期の1832年イギリスが通商を求めに現れ、1840年頃から欧州船が近海に頻繁に出没するようになった。19世紀頃朝鮮では勢道政治（王の外戚による政治）が行われていた。1863年から李朝第26代高宗（在位1863年 - 1907年）の父で摂政の大院君による政権時代、迫り来る帝国主義列強を排除する政策をとっていた。
1866年ジェネラル・シャーマン号事件（対アメリカ）、丙寅洋擾（対フランス）、1868年日本（明治政府）からの国書（明治政府の樹立宣言、王政復古の通告）の受け取り拒否、1871年辛未洋擾（対アメリカ）、など、海禁政策をとった（鎖国攘夷策）。
1873年朝鮮政府の実権は閔妃（1851年 - 1895年、高宗の妃）一族に移った。
こうした中で1875年江華島事件（雲揚号事件）が起こる。日本政府が測量のため送った軍艦雲揚が給水のため江華島へ訪れた際、雲揚から水深を調べるために出た小船に江華島の砲台から発砲、雲揚が「応戦」した事件である。日本船籍の軍艦が朝鮮に寄航することは許されていたものの、首都を守る要所に雲揚が現れたことと日本国旗が地方まで知れ渡っていなかったことから、これを排除しようとしたものである。のち日本政府はこれを口実として砲艦外交を押し出し、1876年江華島条約（日朝修好条規）が結ばれる。釜山・元山・仁川の3港を開港、漢城府に日本公使館を開設した。これは清国がイギリスと結んだ南京条約（1842年）、日本がアメリカと結んだ日米修好通商条約（1858年）と同様、治外法権の認定など、結ばされた側にとっての不平等条約であった。続いて1882年に米朝修好通商条約を締結し、さらにイギリス・ドイツ・ロシア・フランスとも同様の条約を結んだ。これによって朝鮮は、帝国主義が渦巻く世界へ開国していくことになった。
一方、江華島条約の第1条には「朝鮮は自主独立の国であり、日本と平等な権利を有する」とあり、朝鮮は従来もっていた華夷秩序との葛藤が起こっていく。